# Scleria sororia
Scleria sororia är en halvgräsart som beskrevs av Carl Sigismund Kunth. Scleria sororia ingår i släktet Scleria och familjen halvgräs. Inga underarter finns listade i Catalogue of Life.